# Bermuda International 1983
Die Bermuda International 1983 im Badminton fanden vom 4. bis zum 7. Mai 1983 statt. 

## Sieger und Platzierte
| Disziplin    | Gold                        | Silber                             | Bronze                    |
| ------------ | --------------------------- | ---------------------------------- | ------------------------- |
| Herreneinzel | Harold Minors               | Alan Skalar                        | Alan Stefanik             |
| Herreneinzel | Harold Minors               | Alan Skalar                        | Junior Durrant            |
| Dameneinzel  | Pat McCarrick               | Wendy Chadwick                     | Florence Tan              |
| Dameneinzel  | Pat McCarrick               | Wendy Chadwick                     | Ann Upton                 |
| Herrendoppel | Harold Minors Ian Cummings  | Alan Skalar Alan Stefanik          | J. Hodge Junior Durrant   |
| Herrendoppel | Harold Minors Ian Cummings  | Alan Skalar Alan Stefanik          | H. Miller H. Eissler      |
| Damendoppel  | J. Bussell Pat McCarrick    | Wendy Chadwick Louise Leslie       | Florence Tan H. Cuff      |
| Damendoppel  | J. Bussell Pat McCarrick    | Wendy Chadwick Louise Leslie       | P. Simons M. Taylor       |
| Mixed        | Ian Cummings Wendy Chadwick | Alan Stefanik Barbara Causey-Smith | J. Lim Pat McCarrick      |
| Mixed        | Ian Cummings Wendy Chadwick | Alan Stefanik Barbara Causey-Smith | Alan Skalar Louise Leslie |